# Construcció de pedra seca VII (la Pobla de Cérvoles)
Construcció de pedra seca VII és una obra de la Pobla de Cérvoles (Garrigues) inclosa a l'Inventari del Patrimoni Arquitectònic de Catalunya.

## Descripció
És una cabana de vinya coberta amb llosa i tapada amb argila. Està feta de pedres irregulars i sense desbastar. Té la porta lateral i aprofita una roca per part d'un mur. Resta la paret frontal, feta amb pedres de forma trencajunts. La data de construcció està gravada al llindar, 1891. Al seu interior podem apreciar les lloses del sostre. Hi ha una menjadora, una llar de foc al terra d'una cantonada. Destaca el terra rebaixat del seu interior, fet a la roca, aquest material després s'ha reaprofitat per als murs i el sostre.